# دهستان صومای شمالی
صومای شمالی، دهستانی است از توابع بخش صومای برادوست شهرستان اورمیه در استان آذربایجان غربی.تعداد روستاهای این دهستان۲۴ شامل:براسپی حاجی‌آباد حسن‌آباد باژرگه بردیان اسکندیان بستک‌آباد قونی خانیک غزن قورمیک کانی رش مستکان ممکان سیدان ریک‌آباد ینگجه جتر مینگول گله‌خر میرآباد ساکان بچه جیک صورمان‌آباد
بزرگترین روستاهای این دهستان شامل:ممکان سیدان قونی و بچه جیک و... هستند

## جمعیت
براساس سرشماری سال ۱۳۸۵ جمعیت آن ۱۰۵٬۶۱۳ نفر (۱۶٬۸۴۵ خانوار) بوده‌است.